# Arçonnay
Arçonnay là một xã thuộc tỉnh Sarthe trong vùng Pays-de-la-Loire tây bắc nước Pháp. Xã này nằm ở khu vực có độ cao trung bình 144 mét trên mực nước biển.
Dân số năm 2006 là 1911 người.